# أوديون إيغالو
أوديون إيغالو (بالإنجليزية: Odion Ighalo)‏ مهاجم نيجيري يلعب مع نادي الوحدة في دوري المحترفين السعودي ولد بالعاصمة النيجيرية لاغوس في 16 يونيو 1989. لعب في عدة أندية منها شنغهاي الصيني وأيضا مانشستر يونايتد الإنجليزي ونادي الهلال السعودي ولعب في عدة بلدان: نيجيريا، النرويج، إسبانيا، إيطاليا، إنجلترا والصين.